# Верн, Жакоб
Жако́б Верн (фр. Jacob Vernes; 31 мая 1728 года, Женева — 22 октября 1791 года, там же) — швейцарский протестантский пастор из Женевы, знаменитый своей перепиской с Вольтером и Руссо.
Автор сочинения в виде романа «Confidence Philosophique» (1771), в котором критиковал Вольтера и принципы школы энциклопедистов; сочинение имело множество изданий и было переведено на европейские языки.

## Издания
- Несколько исправленных изданий «Катехизиса»;
- литературный журнал «Choix littéraire» (Женева, 1755-60, в 24 томах) 2-й том журнала;
- «Lettres sur le Christianisme de Mr. J.J. Rousseau» (1763) Текст книги;
- Confidence Philosophique (Лондон, 1771) Текст книги;
- «Проповеди» (Sermons, Лозанна, 1792); изданы сыном Верна, в предисловии была помещена биография автора.

Сочинения «Трактат о духовном красноречии» и «История Женевы» (Histoire de Genève) остались в рукописях.